# Saint-Pierre-lès-Franqueville
 Saint-Pierre-lès-Franqueville  là một xã ở tỉnh Aisne, vùng Hauts-de-France thuộc miền bắc nước Pháp.